# Дунаи, Эде
Эде Дунаи (венг. Dunai Ede; род. 14 июля 1949, Будапешт) — венгерский футболист, полузащитник.

## Карьера

### Клубная карьера
Во взрослом футболе дебютировал в 1970 году в клубе «Уйпешт», где играл на протяжении всей своей карьеры, продолжавшейся 14 лет. В составе команды становился девятикратным чемпионом Венгрии, а также трижды становился обладателем Кубка Венгрии. Завершил профессиональную карьеру футболиста в 1981 году. 

### Карьера в сборной
В 1969 году дебютировал в официальных матчах в составе национальной сборной Венгрии. В 1972 году вместе с командой выступал на футбольном турнире летних Олимпийских игр, где завоевал серебряную медаль.
Всего в составе сборной принял участие в 12 матчах, отметившись двумя забитыми мячами.

## Достижения
«Уйпешт»
- Чемпион Венгрии: 1969, 1970, 1970/71, 1971/72, 1972/73, 1973/74, 1974/75, 1977/78, 1978/79
- Обладатель Кубка Венгрии: 1969, 1970, 1974/75